# Circumstella devexa
Circumstella devexa is een slakkensoort uit de familie van de Liotiidae. De wetenschappelijke naam van de soort is voor het eerst geldig gepubliceerd in 1901 door Hedley.